# Beemdhaver
Beemdhaver (Helictotrichon pratense, synoniem: Avena pratense) is een overblijvende plant uit de grassenfamilie (Gramineae of Poaceae). De soort staat op de Nederlandse Rode lijst van planten als zeer zeldzaam, maar stabiel tot iets toenemend in aantal. De plant komt van nature voor in Midden-Europa.
De dicht zodevormende plant wordt 30-80 cm hoog met onderaan een- tot twee- knopige, slanke, rechtopstaande stengels. De gladde, samengevouwen, grijsblauwe bladschijf heeft een ruwe rand en is van boven veel lichter van kleur dan van onderen. De zeer ruwe bladscheden zijn ook onbehaard. Het spitse, driehoekige tongetje (ligula) is tot 1,5 mm lang.
Beemdhaver bloeit vanaf mei tot in augustus. De bloeiwijze is een pluim, waarvan de onderste pluimtakken alleenstaan of met twee bij elkaar. De tot 28 mm lange aartjes hebben drie tot zes bloemen en per bloem een kafnaald op het onderste, ongeveer 13 mm lange kroonkafje. Het bovenste kroonkafje is ongeveer 11 mm lang. De as van het aartje heeft aan de randen korte, tot 2 mm lange haartjes en het steeltje onder het aartje is iets verdikt. De beide kelkkafje hebben drie nerven. Het bovenste kelkkafje is ongeveer 15 mm lang en het onderste ongeveer 12 mm lang. De violette helmhokjes zijn ongeveer 5 mm lang.
De vrucht is een graanvrucht.

## Ecologie
De plant komt voor in droog grasland, grashellingen en bermen op Limburgs Krijt.

### Plantengemeenschap
Beemdhaver is een kensoort voor het verbond van matig droge kalkgraslanden (Mesobromion).

## Namen in andere talen
De namen in andere talen kunnen vaak eenvoudig worden opgezocht met de interwiki-links.
- Duits: Echter Wiesenhafer
- Engels: Meadow oat-grass
- Frans: Avoine des prés